# Deficiencia de cetoácido deshidrogenasa quinasa de cadena ramificada
La deficiencia de cetoácido deshidrogenasa quinasa de cadena ramificada (deficiencia de BCKDK) es una enfermedad resultante de mutaciones en el gen BCKDK. Los pacientes con deficiencia de BCKDK tienen niveles bajos de aminoácidos de cadena ramificada (BCAA) en su organismo debido a la degradación acelerada de estos aminoácidos esenciales. Esto da como resultado un retraso en el desarrollo del cerebro, que puede presentarse como discapacidad intelectual y trastorno del espectro autista así como epilepsia.

## Historia
La enfermedad se describió por primera vez en 2012 en tres familias no emparentadas.
Posteriormente, García-Cazorla, Oyarzabal et al. confirmaron que las mutaciones de BCKDK pueden dar lugar a déficits neuroconductuales en humanos, y su investigación reforzó la  hipótesis de que la intervención dietética podía dar buenos resultados. En su estudio de 2013, descubrieron que la suplementación con BCAA (leucina, isoleucina y valina) cada 5 horas acompañada de una dieta hiperproteica generaba una mejora significativa para los pacientes con enfermedad por déficit de BCKDK.

## Sintomatología
Los síntomas de la enfermedad por déficit de BCKDK pueden incluir (autismo, discapacidad intelectual y retraso en el desarrollo).

## Prevalencia
Según García-Cazorla (2020), actualmente hay 21 casos documentados en todo el mundo[cita requerida]

## Tratamiento
Se ha informado que la suplementación continua de los niveles de BCAA alivia los síntomas en los pacientes, en combinación con una dieta hiperproteica. Los estudios en curso, aún no publicados, pueden indicar una mejoría mayor si la suplementación se administra cada 3 horas.[cita requerida] Se informa de ausencia de autismo en pacientes que reciben tratamiento antes de los 2 años de edad.